# Капитан Фракасс (фильм, 1961)
«Капитан Фракасс» (фр. Le Capitaine Fracasse) — французский кинофильм с Жаном Маре в главной роли, экранизация одноимённого романа Теофиля Готье. В одной из второстепенных ролей снялся Луи де Фюнес.

## Сюжет
Франция, XVII век. Труппа бродячих актёров останавливается на ночлег в старом замке обедневшего барона де Сигоньяка (Жан Маре). Барон-гасконец имеет писательский талант и поэтому решает ехать вместе с актёрами и писать для них пьесы. Через некоторое время ему приходится заменить умершего актёра, и он выходит на подмостки в роли комедианта капитана Фракасса, но всегда скрывает своё лицо под маской, чтобы не быть узнанным. По прибытии в Париж одна из актрис, Изабелла (Женевьева Град), становится жертвой домогательств молодого герцога де Валломбреза (Жерар Барре), но её сердце принадлежит Сигоньяку. Барон считает своим долгом защитить девушку от герцога и тяжело ранит его, после чего выясняется, что Изабелла — сестра герцога.

## В ролях
- Жан Маре — барон де Сигоньяк
- Женевьева Град — Изабелла
- Жерар Барре — герцог де Валломбрез
- Филип Нуаре — Тиран
- Луи де Фюнес — Скапен
- Жан Рошфор — Малартик
- Жак Тожа — Леандр
- Ги Делорм — начальник телохранителей принца де Мусси
- Робер Берри — бродячий торговец  (в титрах не указан)
- Рене Шарвей — Людовик XIII
- Морис Тейнак — маркиз де Брюйер
- Роберт Пизани — Блазиус
- Жан Йоннель — принц де Мусси